# Кропивник (Вигодська селищна громада)
Кропи́вник — село в Вигодській громаді Калуського району Івано-Франківської області України.

## Населення

### Мова
Розподіл населення за рідною мовою за даними перепису 2001 року:
| Мова            | Кількість | Відсоток |
| --------------- | --------- | -------- |
| українська      | 1840      | 99.41%   |
| російська       | 9         | 0.49%    |
| румунська       | 1         | 0.05%    |
| інші/не вказали | 1         | 0.05%    |
| Усього          | 1851      | 100%     |

## Пам'ятки
- Кропивник-1 — заповідне урочище;
- Кропивник-2 — заповідне урочище;
- Кропивник — пам'ятка природи.

## Визначні особистості
- Дуб Яків-«Клименко» — сотник УПА, командир куреня «Промінь», заступник командира ТВ-23 «Магура»;
- Юсип Ярослав-«Журавель» — сотник УПА, командир сотні «Журавлі» і куреня «Промінь», заступник командира ТВ-23 «Магура»;
- Любомир Михайлів — український письменник, журналіст і краєзнавець;
- Василь Рачиба — український борець греко-римського стилю, чемпіон Європи, учасник Олімпійських ігор.

## Галерея

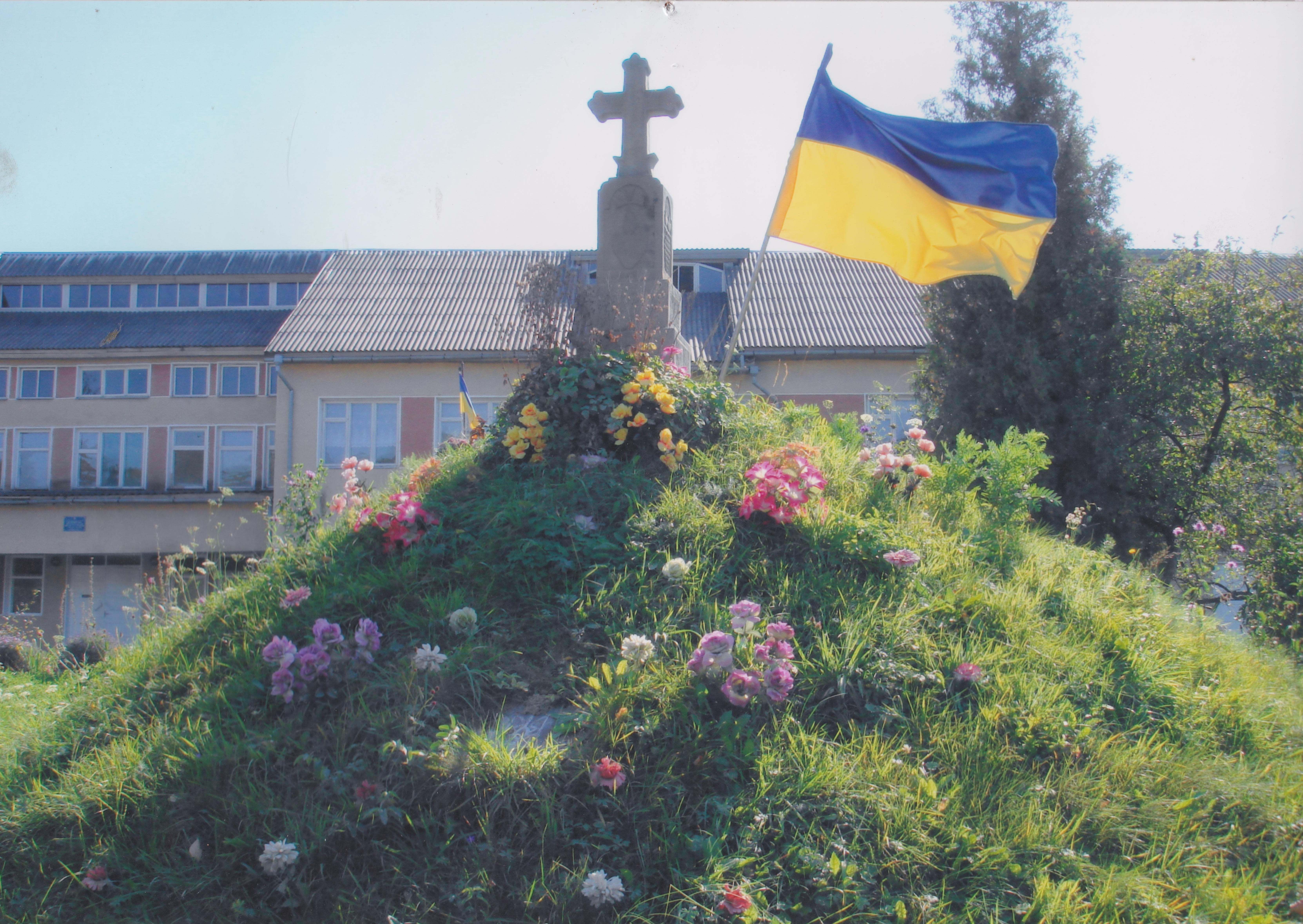
Братська могила вояків УПА
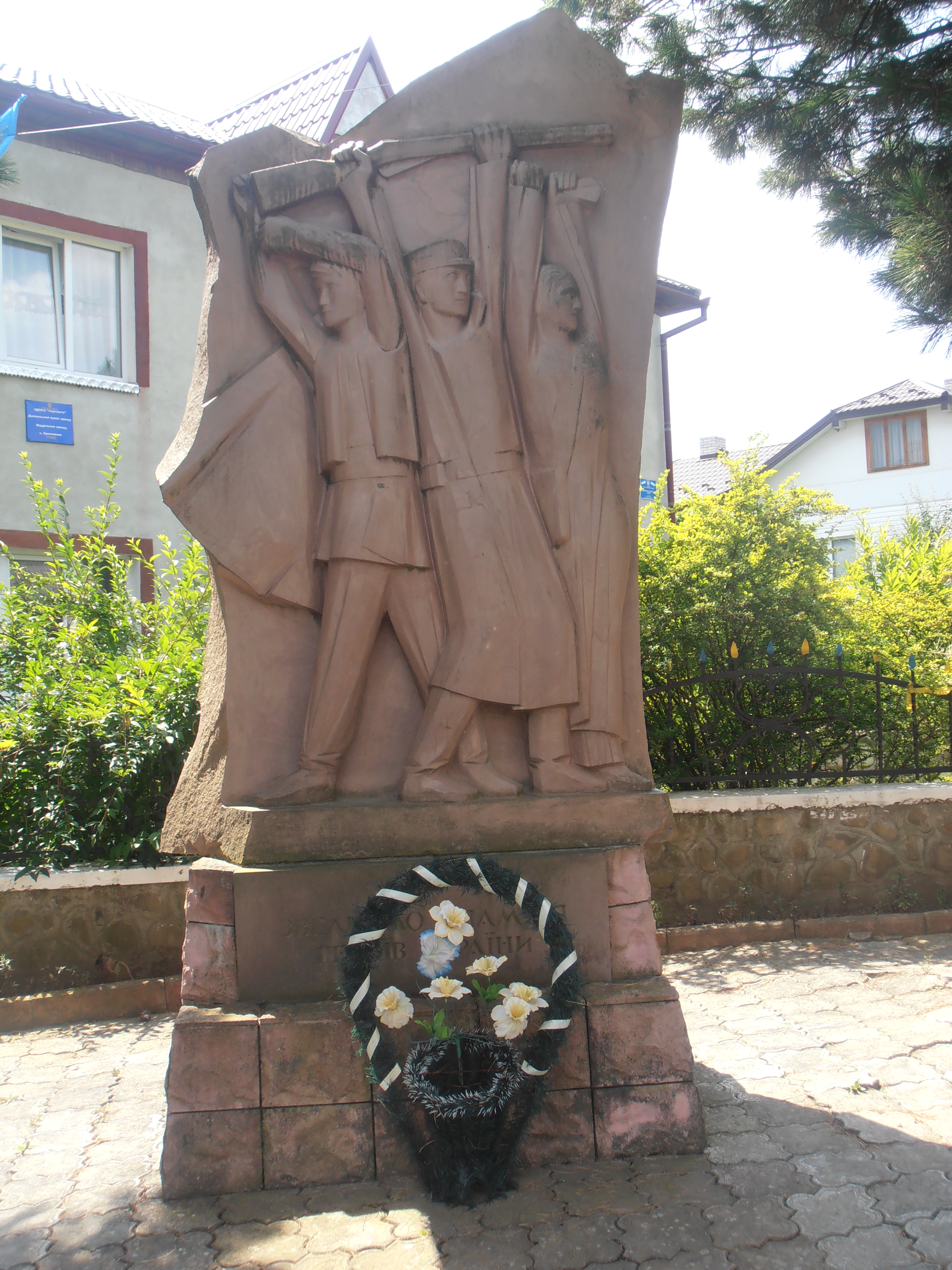
Пам'ятник землякам, полеглим в II світовій війні та в боротьбі за встановлення радянської влади